# Oral Roberts
Granville Oral Roberts (* 24. Januar 1918 in Ada, Pontotoc County, Oklahoma, USA; † 15. Dezember 2009 in Newport Beach, Kalifornien) war ein US-amerikanischer Heilungsprediger, Fernsehevangelist und Unternehmer. Er war einer der bekanntesten und umstrittensten offensiv missionarischen Prediger weltweit.
Roberts wurde 1936 von der Pentecostal Holiness Church zum Pastor berufen, und nach seinem Wechsel in die United Methodist Church 1968 erhielt er auch in dieser Kirche die Ordinationsrechte. Er galt als eine der Führungsfiguren des Wohlstandsevangeliums in der Pfingstbewegung und als Vorreiter der Übertragung von Gottesdiensten im Fernsehen. Mit seinen Auftritten verhalf er der Pfingstbewegung zu einer größeren Beachtung in der amerikanischen Öffentlichkeit. Roberts gründete 1947 die Oral Roberts Evangelistic Association (OREA) und 1963 die Oral Roberts University (ORU) in Tulsa.

## Biografie

### Armut, Krankheit, Heilungserfahrung
Oral Roberts’ Eltern waren Ellis Melvin Roberts und Claudius Priscilla Roberts, geborene Irvin, die in Bebee im ärmlichen und ländlichen Oklahoma lebten. Er war das fünfte und jüngste Kind. Mütterlicherseits hatte er Cherokee-Vorfahren; es war ihm wichtig, ein Mitglied der Choctaw Nation of Oklahoma zu sein. Seine Eltern waren Pastoren der Pentecostal Holiness Church. Nach der Highschool besuchte er die Oklahoma Baptist University und die Phillips University, brach sein Studium jedoch ab. Als Jugendlicher war Oral Roberts ein begeisterter Sportler. Im Februar 1935, mit 17 Jahren, kollabierte er beim Basketballspielen. Tuberkulose wurde bei ihm diagnostiziert, eine damals unheilbare Krankheit. Auch zwei seiner Schwestern und sein Großvater starben an Tuberkulose. Fünf Monate war Roberts bettlägerig. Seine Heilung von der Tuberkulose führte Roberts darauf zurück, dass der Evangelist George W. Moncey ihm bei einer erwecklichen Zeltversammlung die Hände aufgelegt hatte. Diese Heilungserzählung, die von Oral Roberts und seinen Medien vielfach wiederholt wurde, steht aber in Spannung zu seinem ersten Heilungbericht 1939, in dem von Tuberkulose nicht die Rede war. Darin hieß es, dass Oral Roberts an Grippe sowie einem Nervenleiden erkrankt gewesen und durch das Gebet seiner Familie geheilt worden sei. Der Unterschied wird unter anderem damit erklärt, dass Tuberkulose in der öffentlichen Meinung als Folge eines sündhaften Lebenswandels galt und Oral Roberts sich deshalb anfangs gescheut habe, über seine Erfahrungen als Tuberkulosekranker zu sprechen.
Nach seiner Heilungserfahrung brauchte Oral Roberts noch Monate, um wieder zu Kräften zu kommen, danach ließ er sich taufen und begann, als Reiseevangelist und Wanderprediger der Pentecostal Holiness Church in der Region umherzuziehen, sowohl im Team mit seinem Vater als auch in einer Gruppe mit anderen jungen Männern. Im August 1936 wurde Oral Roberts bei einem Camp Meeting in Sulphur zum Pastor ordiniert. Er war in mehreren Gemeinden in North Carolina, Georgia und Oklahoma als Pastor tätig, nahm diese Arbeit aber als unbefriedigend und wenig fruchtbringend wahr.

### Zeltmission
1947 legte er sein Pastorenamt nieder und gründete seine eigene Oral Roberts Evangelistic Association (OREA), denn er wollte seine Predigt- und Heilungsaktivitäten von Enid in Oklahoma über die ganze USA und sogar weltweit ausdehnen. Lee Braxton, ein Geschäftsmann aus North Carolina, unterstützte ihn finanziell und organisatorisch in den nächsten 33 Jahren. Weil Gottesdiensträume und Kirchen für seine Veranstaltungen zu klein geworden waren, ließ er im Sommer 1948 die Canvas Cathedral, ein gut ausgestattetes Zelt für 3.000 Personen anfertigen. Ein Jahr später beschaffte er ein Zelt für 7.000 Zuhörer, 1950 organisierte Lee Braxton eines für 10.000 Besucher. Im gleichen Jahr kam es in Portland zu einer freundschaftlichen Begegnung mit dem baptistischen Evangelisten Billy Graham. In den 1950er Jahren gewann Roberts mit dem Pastor Bob deWeese einen langjährigen Mitarbeiter und Organisator. Im April 1948 traf er sich in Kansas City, Kansas mit dem Heilungsevangelisten William Branham, der nach ihm der bedeutendste Glaubensheiler des Healing Revival darstellte.
1956 war er für eine Veranstaltungsreihe in Australien. Die Gottesdienste in Melbourne mussten wegen massiver Störungen durch streikende Hafenarbeiter abgebrochen werden, und er kehrte mit seinem Team vorzeitig in die USA zurück.

### Teleevangelisation
Nachdem er 1952 mit einem evangelistischen Kurzfilm erfolgreich war, kam Oral Roberts zu der Überzeugung, dass Gott ihn zum Teleevangelisten beauftragt habe. Mit Unterstützung seiner Partner begann er 1954 mit dem Programm Your Faith is Power. Roberts war damit nicht zufrieden und wünschte, durch Live-Übertragung einer Zeltmission die dortige Atmosphäre zu vermitteln. Aufgrund technischer Schwierigkeiten ließ sich dies erst 1955 realisieren. Heilungen vor laufender Kamera, nach dem Vorbild Rex Humbards, vermehrten schlagartig seine Berühmtheit. 1957 übertrugen bereits 135 der 500 US-Fernsehstationen seine Sendungen. Im Mittelpunkt standen lange Predigten über Bibeltexte, dann folgte der Altarruf, und am Ende der Veranstaltung betete Roberts immer um Heilung der Kranken. Manifestationen von Zungenrede und anderen Geistesgaben, wie für pfingstlerische Gottesdienste charakteristisch, spielten dagegen keine Rolle.
1967 zog sich Roberts aus der Teleevangelisation zeitweilig zurück, sein darauf folgender Eintritt in die United Methodist Church markierte einen Bruch der bisherigen Entwicklung. 1969 kehrte er wieder zurück, diesmal mit einer wöchentlichen, einstündigen Fernsehshow zur besten Sendezeit. Der Hollywood-Produzent Dick Ross sorgte für die höchst professionelle Umsetzung, mit den World Action Singers traten musikalische Talente der Oral Roberts University auf, und als Gäste konnte Roberts zahlreiche Persönlichkeiten des Showgeschäfts begrüßen. Mit seiner Fernsehshow erreichte Roberts bis zu 64 Millionen Zuschauer. Während der Rassenunruhen in den Vereinigten Staaten gelang es Roberts, mit seinem Wohlstandsevangelium sowohl Afroamerikaner als auch Amerikaner europäischer Abstammung anzusprechen.
Roberts rief das monatlich erscheinende Magazin Healing Waters ins Leben, das für seine Botschaften und Veranstaltungen warb. Das Magazin erhielt nach mehreren Umbenennungen 1956 den Namen Abundant Life. In Spitzenzeiten erreichte Roberts damit über eine Million Leser.

### Oral Roberts University

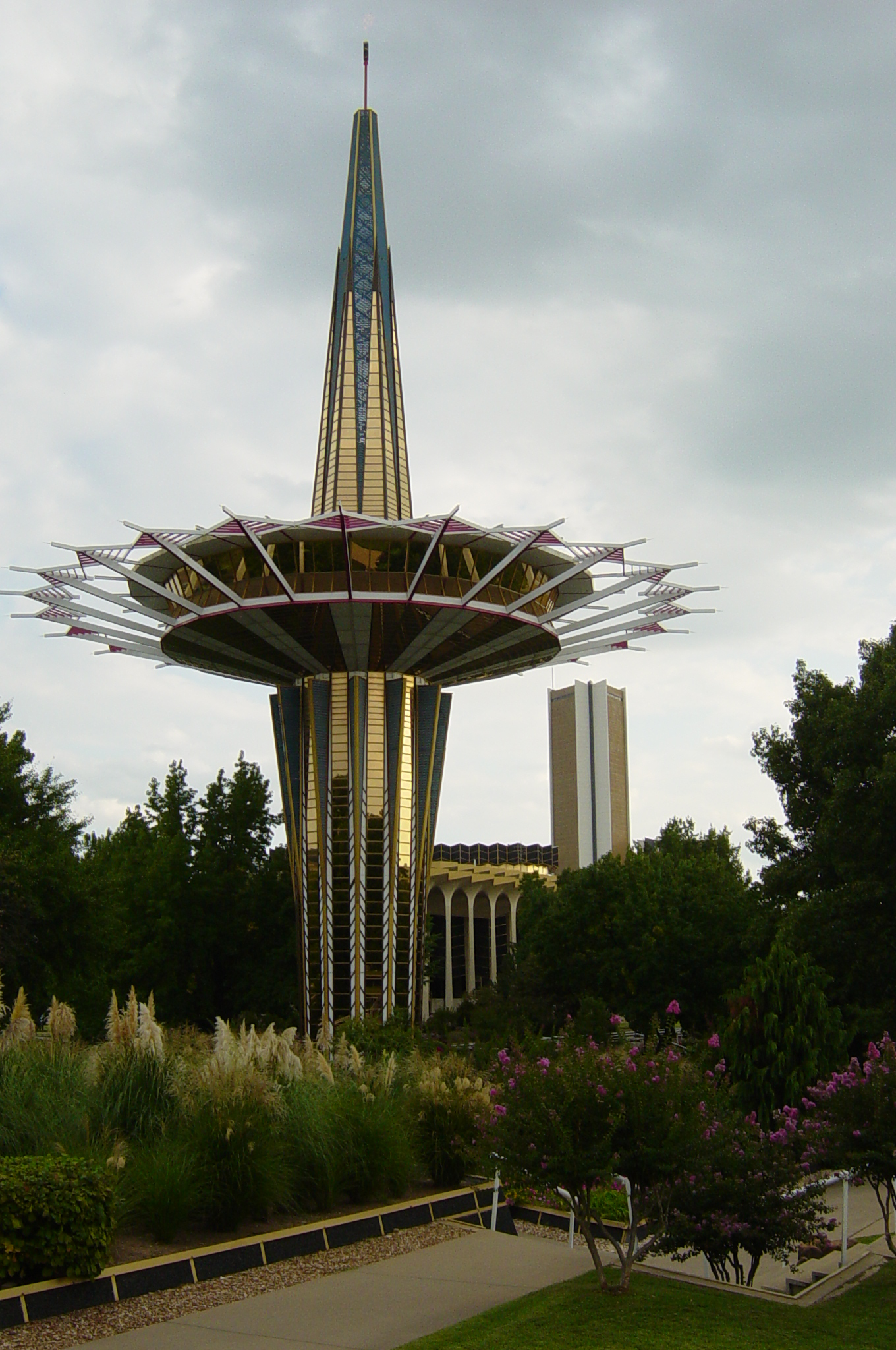
Gebetsturm auf dem Campus der Oral Roberts University

In den 50er Jahren hatte Roberts die Idee, eine Universität zu gründen. Seine engeren Mitarbeiter standen diesem Projekt zunächst skeptisch gegenüber, aber der Fernsehevangelist Pat Robertson unterstützte es. Am 27. November 1962 wurde die Oral Roberts Universität in Tulsa gegründet. John D. Messick entwickelte das akademische Ausbildungsprogramm, der Religionspädagoge Raymond Corvin wurde Kanzler, Lee Braxton Sprecher des Verwaltungsrats und Roberts Präsident. Ab 1965 konnten Studierende aufgenommen werden, 1967 und 1971 wurde die Akkreditierung erteilt und in der Folge bis zu 2.000 Studierende aufgenommen. Die Rede Billy Grahams bei der Einweihung am 2. April 1967 verlieh der neuen Universität mehr Akzeptanz unter den Evangelikalen. Auf dem Campus wurden binnen weniger Jahre 60 Millionen US-Dollar in mehrere Gebäude investiert, unter anderem in das Learning Resources Center, den Gebetsturm, die Christ Chapel, Studentenwohnheime und das Mabee Sport Center, das auch der Stadt zur Verfügung gestellt wurde. Einige Absolventen wie beispielsweise Kenneth Copeland gründeten später eigene Bewegungen.

### Wechsel von der Pfingstbewegung zur United Methodist Church
Im Jahr 1968 legte Roberts sein Amt als ordinierter Pastor der Pentecostal-Holiness-Kirche nieder und schloss sich einer Methodistenkirche an. Seine Frau Evelyn hatte bereits Jahre zuvor begonnen, sich in der Boston Avenue Methodist Church zu engagieren. Am 17. März wurde auch er Mitglied, zwei Monate später Ältester dieser Gemeinde. Vorübergehend verlor er etwa die Hälfte der Spender aus den Pfingstgemeinden. Andererseits vergrößerte Roberts durch diesen Übertritt sein Zielpublikum, und die United Methodist Church entwickelte sich in den Folgejahren zu der am schnellsten wachsenden charismatischen Denomination.

### City of Faith Medical Center

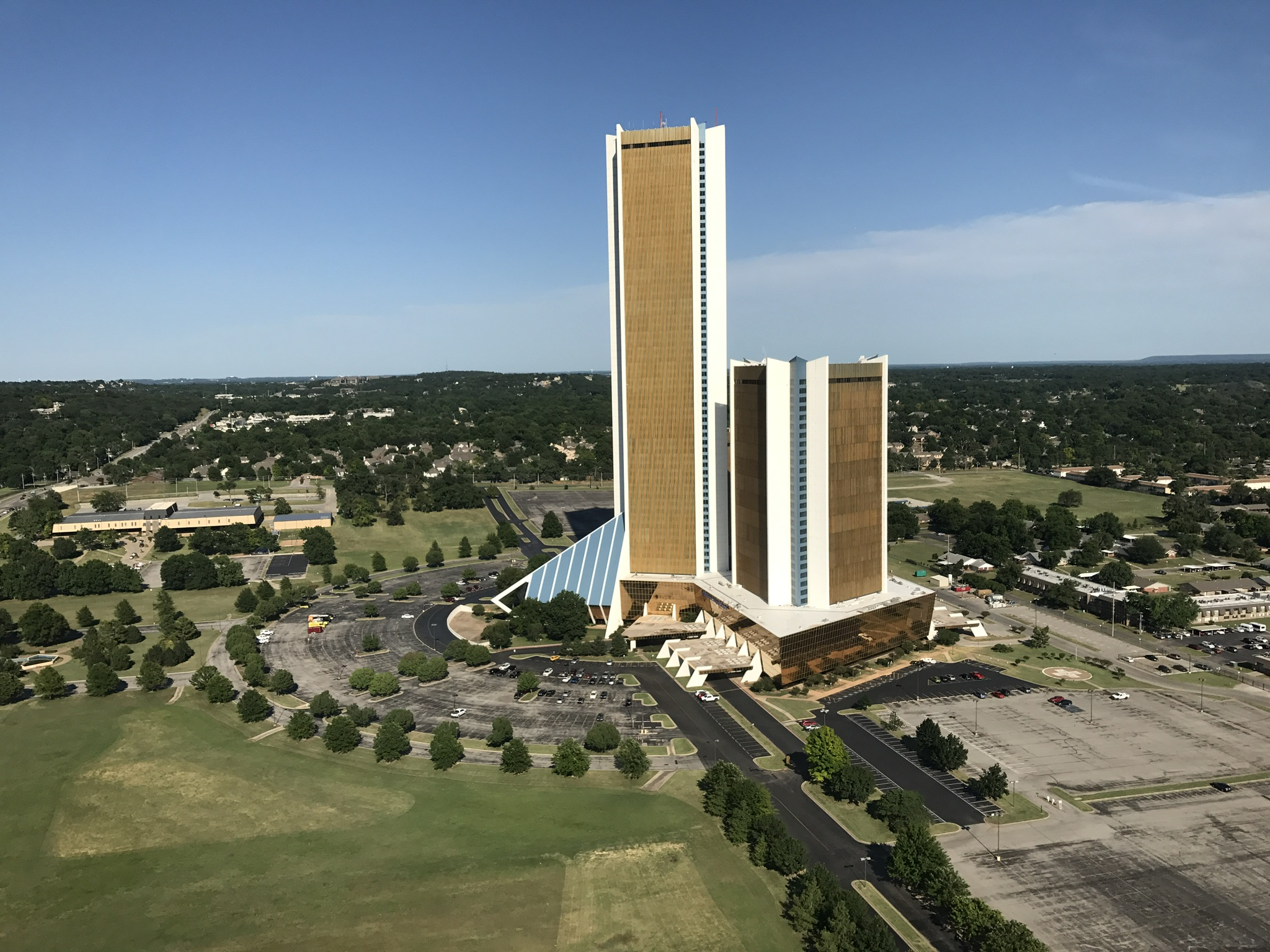
City Plex Towers, ehemals City of Faith Medical Center

Durch seine erfolgreiche Fernsehshow hatte Oral Roberts in den 1970er Jahren das Image des umstrittenen Glaubensheilers weitgehend abgelegt, aber dann erfolgte die Kehrtwende. 1975 teilte er mit, seine Universität werde eine medizinische Fakultät eröffnen. Sein Evangelisationsunternehmen werde ein groß angelegtes Gesundheitszentrum betreiben, das City of Faith Medical Center. Im Jahr 1978 begannen die Bauarbeiten, und 1981 war die Einweihung. Die Finanzierung des Großvorhabens überforderte Roberts’ Organisation, trotz systematisierter und aggressiver Spendenwerbung. Kontraproduktiv war auch, dass die Medien in dieser Phase der intensiven Spendenwerbung Skandale um Jim Bakker und Jimmy Swaggart aufdeckten. Obwohl Oral Roberts persönlich weder sexuelles noch finanzielles Fehlverhalten nachgesagt wurde, war seine Glaubwürdigkeit dadurch ebenfalls beschädigt. Da sein Gesundheitszentrum mit einer medizinischen und zahnmedizinischen Fakultät trotz Spenden nie wirtschaftlich arbeitete, wurde es 1989 geschlossen. Danach wurde ein Komplex mit Seniorenwohnungen auf dem Campus eingerichtet. 2007 umfasste er 22 große Gebäude im Wert von 250 Millionen Dollar.

### Methoden der Spendenwerbung
Im Januar 1987 griff Roberts zu einem ungewöhnlichen Mittel, um das Spendenaufkommen zu steigern. Er stellte eine Gruppe von Absolventen seiner Universität dem Fernsehpublikum vor, die bereit seien, in die weltweite Mission zu gehen, wenn dafür 4,5 Millionen Dollar an neuen Spenden einträfen. Gott habe ihm offenbart, dass er im März sterben werde, falls dieser Missionseinsatz nicht finanziert werden könne. Sein Sohn Richard Lee (* 1948) unterstrich diese Botschaft noch, indem er das Publikum dringend bat, das Leben seines Vaters zu retten.
Oral Roberts prägte den Begriff Seed Faith (deutsch: Glaubenssaat). Gemeint ist damit, dass seine Anhänger ihren Glauben sichtbar zeigen sollten, indem sie für Roberts’ Projekte Geld spendeten. Dieses „ausgesäte“ Geld werde, so das Versprechen, nach einiger Zeit eine reiche „Ernte“ ermöglichen, d. h. Gott werde die Bedürfnisse der Spender auf wunderbare Weise erfüllen. Das Konzept Seed Faith wurde insbesondere in Afrika sehr stark rezipiert und auch von anderen Predigern übernommen. Kritiker sehen darin, zumal im afrikanischen Kontext, eine Form der Ausbeutung.

### Letzte Lebensjahre, Tod und Beisetzung

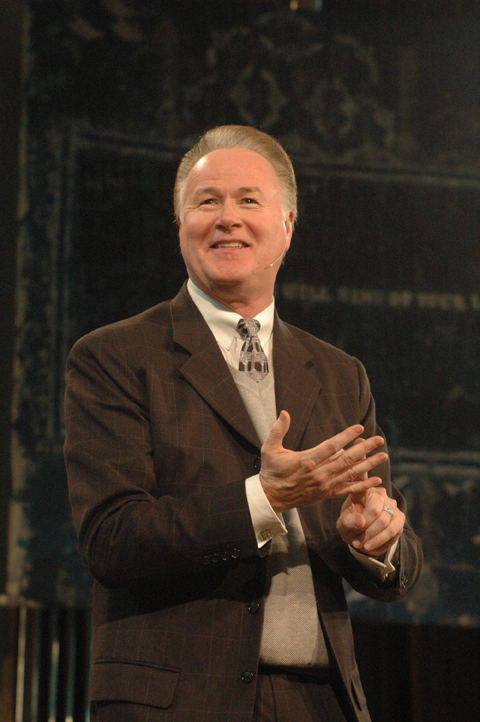
Richard Lee Roberts (2007)

Richard Lee Roberts wurde 1993 Präsident der Oral Roberts University. Die Zeitung Tulsa World deckte auf, dass er Spendengelder für private Zwecke missbraucht hatte; Richard Lee Roberts war deshalb 2007 zum Rücktritt gezwungen. Daraufhin übernahm Oral Roberts gemeinsam mit Pastor Billy Joe Daugherty die Präsidentschaft, die sie 2009 an Mark Rutland übergaben. Roberts wurde vom Oklahoma State Senate für sein Lebenswerk geehrt und hielt eine Rede vor den Delegierten.
Am 15. Dezember 2009 starb Oral Roberts, wahrscheinlich an den Folgen einer Lungenentzündung, nachdem er früher schon zwei Herzinfarkte gehabt hatte. Die Trauerfeier mit 4.000 Trauergästen fand am 20. Dezember im Mabee Center der Oral Roberts University (ORU) statt.

## Familie
Am 24. Dezember 1938 heiratete Oral Roberts die Lehrerin Evelyn Lutman Fahnestock (1917–2005). Die Eheleute wohnten zuerst in Enid, ab 1948 in Tulsa und später auf einer Farm außerhalb der Stadt. Sie hatten vier Kinder. Die älteste Tochter Rebecca Ann (* 1939) und ihr Ehemann Marshall Nash starben 1977 bei einem Flugunfall. Der Sohn Ronald David (* 1943) beging 1982 wahrscheinlich Suizid. Der Sohn Richard Lee (* 1948) und die Tochter Roberta (* 1950) überlebten ihre Eltern.

## Rezeption und Kritik
David Edwin Harrell von der Auburn University schrieb über Oral Roberts, dieser glaube, dass seine Gefühle die Stimme Gottes seien, und er von Gott direkt geleitet sei. Roberts’ Leistung sieht Harrell darin, dass er mit eingängigen, elementarisierten religiösen Botschaften über Radio, Fernsehen und Printmedien ein Millionenpublikum erreichte: „Dir wird etwas Gutes widerfahren.“ – „Gott ist ein guter Gott.“ – „Erwarte ein Wunder.“ Roberts verkündete ein Wohlstandsevangelium, das viele Christen als unbiblisch ablehnten. Die Echtheit seiner Heilungen wurde von Führungspersonen verschiedener Kirchen bezweifelt, unter anderem der Römisch-katholischen Kirche. Um 1955 bot eine Pastorengruppe aus Arizona jeder Person 1000 Dollar an, die eine medizinisch überprüfte und bestätigte Heilung durch Oral Roberts nachweisen konnte. Dieser Betrag wurde niemandem ausbezahlt.
Als Televangelist warb Roberts so offensiv um Spenden, wie es bis dahin unüblich war. Er ging bei der Spendenwerbung systematisch vor, nutzte neue Methoden und forderte teilweise manipulativ im Namen Gottes zum Spenden auf. Damit war er sehr erfolgreich. Schon früh versuchte der autoritäre Vater, seine Söhne in seine Organisation einzubinden, was jedoch nur mit dem jüngeren zeitweilig gelang. Der Missbrauch von Spendengeldern für private Zwecke wurde für seinen Sohn Richard Lee zum Fallstrick. Inwiefern dies seinem Vater bekannt war, bleibt unklar.

## Schriften (Auswahl)
- The Oral Roberts Story, 1952
- Expect a Miracle, Thomas Nelson, 1995